# NGC 2186
NGC 2186 је расејано звездано јато у сазвежђу Орион које се налази на NGC листи објеката дубоког неба.
Деклинација објекта је + 5° 27' 31" а ректасцензија 6h 12m 7,1s. Привидна величина (магнитуда) објекта NGC 2186 износи 8,7. NGC 2186 је још познат и под ознакама OCL 498.